# HOMIE
Антон Олександравіч Табала, також відомий як HOMIE (нар. 26 грудня 1989, Мінськ) — білоруський співак, автор пісень та музикант.

## Біографія
Антон народився 26 грудня 1989 року у Мінську. В дитинстві захоплювався музикою, футболом та хокеєм. Навчався у Білоруському державному університеті фізичної культури, грав за хокейні клуби «Керамін», «Юність», «Металург» (Жлобін). Згодом покинув спорт і зайнявся музикою, якою захоплювався ще зі школи.

## Кар'єра
У 2013 році розпочав свою кар'єру під псевдонімом «HOMIE». Того ж року був випущений дебютний альбом «Безумно можно быть первым», на однойменний сингл був знятий відеокліп..

## Дискографія
- «Безумно можно быть первым»
- «Кокаин»
- «Лето»
- «В городе где нет тебя»
- «Прощай»